# Liste des sénateurs belges (législature 2024-2029)
Pour les articles homonymes, voir Liste des sénateurs belges.
Cet article dresse la liste des sénateurs belges de la législature 2024-2029.

## Composition

### Répartitions des sièges
Les 60 sénateurs se répartissent comme suit:
- 50 sénateurs des entités fédérées (Élections régionales belges de 2024):
  - 29 néerlandophones:
    - désignés par le parlement flamand, issus du parlement flamand ou du groupe linguistique néerlandophone du parlement de Bruxelles-Capitale  (incluant au moins 1 domicilié dans la région de Bruxelles)

  - 20 francophones :
    -  10 désignés par le parlement de la Communauté française de Belgique en son sein, dont au moins 3 domiciliés dans la région de Bruxelles-Capitale (le cas échéant, l'un d'eux peut ne pas être membre du Parlement de la Communauté française mais uniquement du groupe linguistique francophone du parlement de la région bruxelloise) ;
    - 8 désignés par le Parlement de Wallonie en son sein ;
    -  2 désignés par le groupe linguistique francophone du parlement de la Région de Bruxelles-Capitale en son sein.

  - 1 germanophone:
    - désigné par le parlement de la Communauté germanophone en son sein.
- 10 sénateurs cooptés, dont:
  - 4 élus par les 20 sénateurs francophones
  - 6 élus par les 29 sénateurs néerlandophones

### Composition actuelle par groupe politique
|                    |                    |                                                              |                 |           |           |                         |                            |
| Groupe politique   | Groupe politique   | Groupe politique                                             | Sénateurs       | Sénateurs | Sénateurs | Président               | Groupe linguistique        |
| Groupe politique   | Groupe politique   | Groupe politique                                             | Entités fédérés | Cooptés   | Total     | Président               | Groupe linguistique        |
|                    | N-VA               | Nieuw-Vlaamse Alliantie                                      | 8               | 2         | 10        | Karl Vanlouwe           | Néerlandophone             |
|                    | MR                 | Mouvement réformateur                                        | 8               | 1         | 9         | Gaëtan Van Goidsenhoven | Francophone                |
|                    | VB                 | Vlaams Belang                                                | 7               | 1         | 8         | Klaas Slootmans         | Néerlandophone             |
|                    | PTB/PVDA           | Parti du travail de Belgique Partij van de Arbeid van Belgie | 5               | 1         | 6         | Alice Bernard           | Francophone Néerlandophone |
|                    | PS                 | Parti socialiste                                             | 5               | 1         | 6         | Anne Lambelin           | Francophone                |
|                    | LE                 | Les Engagés                                                  | 4               | 1         | 5         | Anne-Catherine Goffinet | Francophone                |
|                    | CD&V               | Christen-Democratisch en Vlaams                              | 4               | 1         | 5         | Benjamin Dalle          | Néerlandophone             |
|                    | V                  | Vooruit                                                      | 4               | 0         | 4         | Kris Verduyckt          | Néerlandophone             |
|                    | Ecolo              | Ecolo                                                        | 1               | 0         | 1         | Celia Groothedde        | Francophone Néerlandophone |
|                    | Groen              | Groen                                                        | 2               | 0         | 2         | Celia Groothedde        | Francophone Néerlandophone |
|                    | Open VLD           | Open Vlaamse Liberalen en Democraten                         | 2               | 1         | 3         | Stephanie D'Hose        | Néerlandophone             |
|                    | Sièges vacants     | Sièges vacants                                               | 0               | 1         | 1         |                         |                            |
| Total de sénateurs | Total de sénateurs | Total de sénateurs                                           | 50              | 10        | 60        |                         |                            |

## Liste des sénateurs
| Portrait                | Sénateur                | Date de naissance | Désigné par                                  | Groupe linguistique | Parti | Parti    | Commission | Autres fonctions |
| ----------------------- | ----------------------- | ----------------- | -------------------------------------------- | ------------------- | ----- | -------- | --- | --- |
| Fatima Ahallouch        | Fatima Ahallouch        | 19 octobre 1981   | Cooptée                                      | Francophone         |       | PS       | Comité d'avis fédéral chargé des questions européennes Commission des Affaires institutionnelles | Membre du Bureau |
| Jamila Ammi             | Jamila Ammi             | 3 novembre 1966   | Parlement wallon                             | Francophone         |       | PTB      | Commission des Affaires institutionnelles | |
| Alice Bernard           | Alice Bernard           | 8 août 1961       | Parlement de la Communauté française         | Francophone         |       | PTB      | Comité d'avis fédéral chargé des questions européennes Commission des Affaires institutionnelles | Présidente de groupe |
| Vincent Blondel         | Vincent Blondel         | 28 avril 1965     | Parlement wallon                             | Francophone         |       | LE       | Comité d'avis fédéral chargé des questions européennes Commission des Affaires institutionnelles | Président du Sénat Présidente du Comité d'avis fédéral chargé des questions européennes Présidente de la Commission des Affaires institutionnelles Présidente de la Commission parlementaire de concertation |
| Debby Burssens          | Debby Burssens          | 26 juin 1982      | Parlement flamand                            | Néerlandophone      |       | PVDA     | Commission des Matières transversales, des Compétences communautaires et de l'Égalité des chances entre les femmes et les hommes | |
| Yves Buysse             | Yves Buysse             | 3 septembre 1968  | Parlement flamand                            | Néerlandophone      |       | VB       | Comité parlementaire chargé du suivi législatif Commission des Affaires institutionnelles | Membre du Bureau |
| An Capoen               | An Capoen               | 20 septembre 1982 | Cooptée                                      | Néerlandophone      |       | N-VA     | Commission des Matières transversales, des Compétences communautaires et de l'Égalité des chances entre les femmes et les hommes | Présidente de la Commission des Matières transversales, des Compétences communautaires et de l'Égalité des chances entre les femmes et les hommes                                                            |
| Allessia Claes          | Allessia Claes          | 19 novembre 1981  | Cooptée                                      | Néerlandophone      |       | N-VA     | Comité d'avis fédéral chargé des questions européennes Commission des Matières transversales, des Compétences communautaires et de l'Égalité des chances entre les femmes et les hommes                                                       | |
| Antonio Cocciolo        | Antonio Cocciolo        | 8 janvier 1960    | Coopté                                       | Francophone         |       | PTB      | Commission des Matières transversales et des Compétences régionales Commission parlementaire de concertation | Premier vice-président de la Commission des Matières transversales et des Compétences régionales Membre du Bureau                                                                                            |
| Arnout Coel             | Arnout Coel             | 10 août 1985      | Parlement flamand                            | Néerlandophone      |       | N-VA     | Commission des Affaires institutionnelles | |
| Benjamin Dalle          | Benjamin Dalle          | 30 août 1982      | Parlement flamand                            | Néerlandophone      |       | N-VA     | Commission des Affaires institutionnelles Commission des Matières transversales et des Compétences régionales Commission parlementaire de concertation                                                                                        | Président de groupe |
| Bianca Debaets          | Bianca Debaets          | 6 février 1973    | Cooptée                                      | Néerlandophone      |       | CD&V     | Commission des Matières transversales, des Compétences communautaires et de l'Égalité des chances entre les femmes et les hommes | |
| Bob De Brabandere       | Bob De Brabandere       | 31 août 1987      | Parlement flamand                            | Néerlandophone      |       | VB       | Commission des Matières transversales, des Compétences communautaires et de l'Égalité des chances entre les femmes et les hommes Commission des Matières transversales et des Compétences régionales                                          | |
| Valérie De Bue          | Valérie De Bue          | 7 octobre 1966    | Parlement wallon                             | Francophone         |       | MR       | Comité d'avis fédéral chargé des questions européennes Commission des Affaires institutionnelles Commission parlementaire de concertation | Deuxième vice-présidente du Sénat |
| Johan Deckmyn           | Johan Deckmyn           | 21 décembre 1967  | Parlement flamand                            | Néerlandophone      |       | VB       | Comité d'avis fédéral chargé des questions européennes Commission des Affaires institutionnelles | Premier vice-président de la Commission des Affaires institutionnelles |
| Stijn De Roo            | Stijn De Roo            | 6 novembre 1988   | Parlement flamand                            | Néerlandophone      |       | CD&V     | Commission des Matières transversales et des Compétences régionales | Deuxième vice-président de la Commission des Matières transversales et des Compétences régionales |
| Caroline Desalle        | Caroline Desalle        | 17 octobre 1978   | Parlement de la Communauté française         | Francophone         |       | LE       | Commission des Matières transversales, des Compétences communautaires et de l'Égalité des chances entre les femmes et les hommes | |
| Stephanie D'Hose        | Stephanie D'Hose        | 1er juin 1981     | Parlement flamand                            | Néerlandophone      |       | Open VLD | Commission des Affaires institutionnelles | Présidente de groupe |
| Elhadj Moussa Diallo    | Elhadj Moussa Diallo    | 1er janvier 1976  | Parlement de la Communauté française         | Francophone         |       | LE       | Commission des Matières transversales et des Compétences régionales | |
| Manu Diericx            | Manu Diericx            | 30 septembre 1994 | Parlement flamand                            | Néerlandophone      |       | N-VA     | Commission des Matières transversales et des Compétences régionales | |
| Philippe Dodrimont      | Philippe Dodrimont      | 1er juin 1964     | Parlement wallon                             | Francophone         |       | MR       | Commission des Matières transversales et des Compétences régionales | |
| Véronique Durenne       | Véronique Durenne       | 8 mars 1969       | Parlement de la Communauté française         | Francophone         |       | MR       | Commission des Matières transversales et des Compétences régionales | Présidente de la Commission des Matières transversales et des Compétences régionales |
| Anne Charlotte d'Ursel  | Anne Charlotte d'Ursel  | 29 novembre 1967  | Parlement de la région de Bruxelles-Capitale | Francophone         |       | MR       | Commission des Matières transversales et des Compétences régionales | |
| Hajib El Hajjaji        | Hajib El Hajjaji        | 21 décembre 1981  | Parlement de la Communauté française         | Francophone         |       | Ecolo    | Commission des Matières transversales, des Compétences communautaires et de l'Égalité des chances entre les femmes et les hommes | |
| Nadia El Yousfi         | Nadia El Yousfi         | 1er février 1965  | Parlement de la Communauté française         | Francophone         |       | PS       | Commission des Matières transversales, des Compétences communautaires et de l'Égalité des chances entre les femmes et les hommes | Première vice-présidente de la Commission des Matières transversales, des Compétences communautaires et de l'Égalité des chances entre les femmes et les hommes                                              |
| Anne-Catherine Goffinet | Anne-Catherine Goffinet | 4 janvier 1978    | Parlement wallon                             | Francophone         |       | LE       | Commission des Affaires institutionnelles Commission parlementaire de concertation | Présidente de groupe |
| Celia Groothedde        | Celia Groothedde        | 26 septembre 1977 | Parlement flamand                            | Néerlandophone      |       | Groen    | Commission des Affaires institutionnelles | Présidente de groupe |
| Andries Gryffroy        | Andries Gryffroy        | 12 mars 1963      | Parlement flamand                            | Néerlandophone      |       | N-VA     | Commission des Matières transversales, des Compétences communautaires et de l'Égalité des chances entre les femmes et les hommes Commission des Matières transversales et des Compétences régionales Commission parlementaire de concertation | Premier vice-président du Sénat |
| Marc Hendrickx          | Marc Hendrickx          | 8 août 1968       | Parlement flamand                            | Néerlandophone      |       | N-VA     | Commission des Matières transversales, des Compétences communautaires et de l'Égalité des chances entre les femmes et les hommes | |
| Hasan Koyuncu           | Hasan Koyuncu           | 8 mai 1981        | Parlement de la région de Bruxelles-Capitale | Francophone         |       | PS       | Commission des Matières transversales et des Compétences régionales | |
| Anne Lambelin           | Anne Lambelin           | 19 décembre 1987  | Parlement wallon                             | Francophone         |       | PS       | Commission des Affaires institutionnelles Commission parlementaire de concertation | Présidente de groupe |
| Goedele Liekens         | Goedele Liekens         | 21 janvier 1963   | Coopté                                       | Néerlandophone      |       | Open VLD | Commission des Matières transversales, des Compétences communautaires et de l'Égalité des chances entre les femmes et les hommes | |
| Nawal Maghroud          | Nawal Maghroud          | 3 avril 1992      | Parlement flamand                            | Néerlandophone      |       | Vooruit  | Commission des Matières transversales, des Compétences communautaires et de l'Égalité des chances entre les femmes et les hommes | |
| Marie-Claire Mvumbi     | Marie-Claire Mvumbi     |                   | Cooptée                                      | Francophone         |       | LE       | Comité parlementaire chargé du suivi législatif Commission des Matières transversales, des Compétences communautaires et de l'Égalité des chances entre les femmes et les hommes                                                              | |
| Özlem Özen              | Özlem Özen              | 4 octobre 1978    | Parlement de la Communauté française         | Francophone         |       | PS       | Comité parlementaire chargé du suivi législatif Commission des Matières transversales, des Compétences communautaires et de l'Égalité des chances entre les femmes et les hommes                                                              | |
| Katrien Partyka         | Katrien Partyka         | 31 juillet 1973   | Parlement flamand                            | Néerlandophone      |       | CD&V     | Commission des Matières transversales, des Compétences communautaires et de l'Égalité des chances entre les femmes et les hommes | |
| Andy Pieters            | Andy Pieters            | 15 novembre 1988  | Parlement flamand                            | Néerlandophone      |       | N-VA     | Commission des Affaires institutionnelles Commission des Matières transversales et des Compétences régionales | |
| Jasper Pillen           | Jasper Pillen           | 31 mai 1984       | Parlement flamand                            | Néerlandophone      |       | Open VLD | | |
| Eva Platteau            | Eva Platteau            | 6 avril 1982      | Parlement flamand                            | Néerlandophone      |       | Groen    | Commission des Matières transversales et des Compétences régionales | |
| Katia Segers            | Katia Segers            | 11 juin 1967      | Parlement flamand                            | Néerlandophone      |       | Vooruit  | Commission des Matières transversales et des Compétences régionales | |
| Liesa Scholzen          | Liesa Scholzen          | 24 juin 1992      | Parlement de la Communauté germanophone      | Germanophone        |       | MR       | Commission des Affaires institutionnelles | |
| Kristof Slagmulder      | Kristof Slagmulder      | 21 septembre 1979 | Parlement flamand                            | Néerlandophone      |       | VB       | Commission des Matières transversales, des Compétences communautaires et de l'Égalité des chances entre les femmes et les hommes | |
| Klaas Slootmans         | Klaas Slootmans         | 8 septembre 1983  | Parlement flamand                            | Néerlandophone      |       | VB       | Commission des Affaires institutionnelles Commission parlementaire de concertation | Président de groupe |
|                         | Viviane Teitelbaum      | 16 octobre 1955   | Cooptée                                      | Francophone         |       | MR       | Comité d'avis fédéral chargé des questions européennes Commission des Matières transversales, des Compétences communautaires et de l'Égalité des chances entre les femmes et les hommes                                                       | |
| Stéphanie Thoron        | Stéphanie Thoron        | 7 février 1977    | Parlement wallon                             | Francophone         |       | MR       | Commission des Matières transversales, des Compétences communautaires et de l'Égalité des chances entre les femmes et les hommes | Deuxième vice-présidente de la Commission des Matières transversales, des Compétences communautaires et de l'Égalité des chances entre les femmes et les hommes                                              |
| Ine Tombeur             | Ine Tombeur             | 1er avril 1977    | Parlement flamand                            | Néerlandophone      |       | N-VA     | Commission des Matières transversales et des Compétences régionales | |
| Anke Van dermeersch     | Anke Van dermeersch     | 27 octobre 1972   | Parlement flamand                            | Néerlandophone      |       | VB       | Comité d'avis fédéral chargé des questions européennes Comité parlementaire chargé du suivi législatif Commission des Matières transversales, des Compétences communautaires et de l'Égalité des chances entre les femmes et les hommes       | |
| Raf Van Gestel          | Raf Van Gestel          | 26 novembre 1969  | Parlement flamand                            | Néerlandophone      |       | PVDA     | Commission des Matières transversales et des Compétences régionales | |
|                         | Gaëtan Van Goidsenhoven | 2 octobre 1973    | Parlement de la Communauté française         | Francophone         |       | MR       | Comité parlementaire chargé du suivi législatif Commission des Matières transversales, des Compétences communautaires et de l'Égalité des chances entre les femmes et les hommes Commission parlementaire de concertation                     | Président de groupe |
| Karl Vanlouwe           | Karl Vanlouwe           | 22 octobre 1970   | Parlement flamand                            | Néerlandophone      |       | N-VA     | Comité d'avis fédéral chargé des questions européennes Commission des Affaires institutionnelles | Président de groupe |
| Peter Van Rompuy        | Peter Van Rompuy        | 5 mars 1980       | Parlement flamand                            | Néerlandophone      |       | CD&V     | Comité d'avis fédéral chargé des questions européennes Commission des Affaires institutionnelles | |
| Griet Vanryckegem       | Griet Vanryckegem       | 16 décembre 1973  | Parlement flamand                            | Néerlandophone      |       | N-VA     | Commission des Affaires institutionnelles | Deuxième vice-présidente de la Commission des Affaires institutionnelles |
| Kelly Van Tendeloo      | Kelly Van Tendeloo      | 20 février 1986   | Parlement flamand                            | Néerlandophone      |       | Vooruit  | Commission des Matières transversales et des Compétences régionales | |
| Patricia Van Walle      | Patricia Van Walle      | 29 décembre 1961  | Parlement de la Communauté française         | Francophone         |       | PTB      | Commission des Matières transversales, des Compétences communautaires et de l'Égalité des chances entre les femmes et les hommes | |
| Kris Verduyckt          | Kris Verduyckt          | 2 avril 1977      | Parlement flamand                            | Néerlandophone      |       | Vooruit  | Commission des Affaires institutionnelles Commission parlementaire de concertation | Président de groupe |
| Wim Verheyden           | Wim Verheyden           | 9 mai 1967        | Parlement flamand                            | Néerlandophone      |       | VB       | Commission des Matières transversales et des Compétences régionales | |
| Hans Verreyt            | Hans Verreyt            | 23 juillet 1980   | Coopté                                       | Néerlandophone      |       | VB       | Commission des Matières transversales et des Compétences régionales | |
| Jean-Paul Wahl          | Jean-Paul Wahl          | 17 novembre 1955  | Parlement de la Communauté française         | Francophone         |       | MR       | Commission des Affaires institutionnelles | |
| Thierry Witsel          | Thierry Witsel          | 28 mai 1968       | Parlement wallon                             | Francophone         |       | PS       | Commission des Matières transversales et des Compétences régionales | |

## Mandats clos en cours de législature
Les sénateurs suivants ont démissionnés de leur mandat :
| Portrait                | Sénateur                | Désigné par                          | Parti | Parti    | Date de démission |
| ----------------------- | ----------------------- | ------------------------------------ | ----- | -------- | ----------------- |
| Gilles Verstraeten      | Gilles Verstraeten      | Coopté                               |       | N-VA     | 4 octobre 2024    |
| Fourat Ben Chikha       | Fourat Ben Chikha       | Parlement flamand                    |       | Groen    | 26 novembre 2024  |
| Sander Loones           | Sander Loones           | Parlement flamand                    |       | N-VA     | 30 novembre 2024  |
| Inge Brocken            | Inge Brocken            | Parlement flamand                    |       | N-VA     | 30 novembre 2024  |
| Nadia Sminate           | Nadia Sminate           | Parlement flamand                    |       | N-VA     | 30 novembre 2024  |
| Marie-Christine Marghem | Marie-Christine Marghem | Parlement de la Communauté française |       | MR       | 2 décembre 2024   |
| Joke Schauvliege        | Joke Schauvliege        | Parlement flamand                    |       | CD&V     | 2 décembre 2024   |
| Tom Ongena              | Tom Ongena              | Parlement flamand                    |       | Open VLD | 2 décembre 2024   |
| Ilse Malfroot           | Ilse Malfroot           | Parlement flamand                    |       | VB       | 5 décembre 2024   |
| Burak Nalli             | Burak Nalli             | Parlement flamand                    |       | Vooruit  | 8 janvier 2025    |
| Koen Dillen             | Koen Dillen             | Parlement flamand                    |       | N-VA     | 28 mars 2025      |
| Malick Ben Achour       | Malik Ben Achour        | Coopté                               |       | PS       | 29 avril 2025     |

## Organisation

### Bureau
| Fonction            | Titulaire                              | Parti | Parti    |
| ------------------- | -------------------------------------- | ----- | -------- |
| Président           | Valérie De Bue (jusqu'au 21/02/2025)   |       | MR       |
| Président           | Vincent Blondel (depuis le 21/02/2025) |       | LE       |
|                     |                                        |       |          |
| 1er vice-président  | Andries Gryffroy                       |       | N-VA     |
| 2e vice-président   | Yves Buysse (jusqu'au 21/02/2025)      |       | VB       |
| 2e vice-président   | Valérie De Bue (depuis le 21/02/2025)  |       | MR       |
|                     |                                        |       |          |
| Président de groupe | Karl Vanlouwe                          |       | N-VA     |
| Président de groupe | Gaëtan Van Goidsenhoven                |       | MR       |
| Président de groupe | Klaas Slootmans                        |       | VB       |
| Président de groupe | Alice Bernard                          |       | PTB/PVDA |
| Président de groupe | Anne Lambelin                          |       | PS       |
| Président de groupe | Benjamin Dalle                         |       | CD&V     |
| Président de groupe | Anne-Catherine Goffinet                |       | LE       |
| Président de groupe | Kris Verduyckt                         |       | Vooruit  |
| Président de groupe | Celia Groothedde                       |       | Groen    |
| Président de groupe | Stephanie D'Hose                       |       | Open VLD |
|                     |                                        |       |          |
| Membre du Bureau    | Yves Buysse                            |       | VB       |
| Membre du Bureau    | Antonio Cocciolo                       |       | PTB/PVDA |
| Membre du Bureau    | Fatima Ahallouch                       |       | PS       |

### Commissions
| Commission | Président               | Parti                   | Parti                   |
| Commissions permanentes | Commissions permanentes | Commissions permanentes | Commissions permanentes |
| --- | ----------------------- | ----------------------- | ----------------------- |
| Commission des Affaires institutionnelles                                                                                       | Vincent Blondel         |                         | LE                      |
| Commission des Matières transversales et des Compétences régionales                                                             | Véronique Durenne       |                         | MR                      |
| Commission des Matières transversales des Compétences communautaires et de l'Égalité des chances entre les femmes et les hommes | An Capoen               |                         | N-VA                    |
| Commissions mixtes |                         |                         |                         |
| Commission parlementaire de concertation                                                                                        | Vincent Blondel         |                         | LE                      |
| Comité d'avis fédéral chargé des questions européennes                                                                          | Vincent Blondel         |                         | LE                      |